# Tomás Ó Canainn
Tomás Ó Canainn, né en 1930 à Pennyburn, dans la banlieue de Derry (Irlande du Nord), et mort le 15 septembre 2013, est un musicien traditionnel irlandais multi-instrumentiste (uilleann pipes, accordéon), chanteur, compositeur et écrivain. Il est l'un des fondateurs du groupe Na Fili, à la fin des années 1960.

## Biographie
Tomás Ó Canainn vient au monde dans la banlieue de Derry, à Pennyburn, en 1930. Il s'installe plus tard à Cork et devient doyen en ingénierie à l'University College Cork.
Il est l'un des fondateurs du groupe Na Fili avec Matt Cranitch (fiddle) et  Tom Barry (tin whistle) à la fin des années 1960.
Il remplace Seán Ó Riada en 1971, à la mort de celui-ci, et enseigne, à l'école de musique de Cork, la technique des uilleann pipes et du chant sean-nós. Il dirige des ateliers portant sur la tradition des uilleann pipes (The piping tradition), du chant sean-nós (The sean-nós singing tradition in Ireland), l'héritage musical de Seán Ó Riada (The Legacy of Seán Ó Riada), ainsi que sur des thèmes plus généraux (The Irish Singer in a World Context et Music - Art or Science?).
Il publie des ouvrages musicaux, à usage pédagogique, ainsi que des poésies.
En tant que compositeur, il a écrit des pièces originales pour chœur et de nombreux arrangements pour choral de mélodies irlandaises, ainsi que des œuvres orchestrales pour cordes et orchestre. Il est l'auteur de trois messes en irlandais.
Ses trois filles jouent également de la musique (violon, alto et violoncelle), et apparaissent toutes trois sur son dernier enregistrement.
Encore récemment, il participait à des tournées, et avait visité le Canada, le Japon, l'Angleterre, l'Espagne et la Grèce.

## Publications
- (en) Tomás Ó Canainn, Traditional Music in Ireland, Ossian Publications, 1978 (ISBN 0 7100 0021 9) ;
- (en) Tomás Ó Canainn, Songs of Cork, Gilbert Dalton, 1978 (ISBN 978-0862330118) ;
- (en) Tomás Ó Canainn, Melos, Clog, 1987 (ISBN 978-1870693004), recueil de poésies en anglais ;
- (ga) Tomás Ó Canainn et Máirtín Mac Niocláis, Seán Ó Riada: Saol agus Saothar, Clóchomhar Tta, 1991 ;
- (en) Tomás Ó Canainn, A Lifetime of Notes, The Collins Press, 1996 (ISBN 978-1898256182). Autobiographie en vers ;
- (en) Tomás Ó Canainn, Tomás' Tunebook, Ossian Publications, 1997 (ISBN 0-946005-28-1) : cinquante airs à danser originaux ;
- (en) Tomás Ó Canainn, Seán Ó Riada: his life and work, The Collin Press, 2003 (ISBN 978-1903464403) ;
- (en) Tomás Ó Canainn, Home to Derry, Appletree Press, 2004 (ISBN 978-0862819323), nouvelle autobiographique ;
- (ga) Tomás Ó Canainn, Dornán Dánta, Coiscéim, 2004  ;
- (en) Tomás Ó Canainn, Traditional Slow Airs of Ireland, Ossian Publications, 2005 (ISBN 0 946005 84 2) : 118 mélodies, incluant des airs sean-nós.

## Discographie
Avec Na Fili
- Farewell To Connacht, Tomás Ó Canainn (uilleann pipes, accordéon et chant), Matt Cranitch (fiddle), Tom Barry (whistle)[3] (1971) ;
- Three[3] (1972) ;
- A Kindly Welcome (1974).

Albums solo
- With Pipe and Song (1980) ;
- The Pennyburn Piper Presents: Uilleann Pipes (1998) ;
- Uilleann Pipes ;
- Traditional Slow Airs of Ireland ;
- New Tunes for Old ;
- Tomás Ó Canainn and Friends at The Heron's Perch, vidéo.